# Graphiurus platyops
Graphiurus platyops es una especie de roedor de la familia Gliridae.

## Distribución geográfica
Se encuentra en Angola, Botsuana, Mozambique, Sudáfrica, Suazilandia, Zambia y Zimbabue.